# Karl Brommann
Karl Brommann (20 de julio de 1920 - 30 de junio de 2011) fue un oficial alemán que sirvió durante la Segunda Guerra Mundial, condecorado con la Cruz de Caballero.

## Carrera
Nacido en Neumünster, en la región de Holstein, Brommann se ofreció como voluntario para las SS en 1937, cuando todavía tenía 17 años de edad. En 1938 participó en la anexión de Austria y la ocupación de los Sudetes, en Checoslovaquia.
Después de la ocupación de Noruega en mayo de 1940, Hitler decidió formar una nueva unidad de las SS para proteger la frontera ártica de ese país con la Unión Soviética, y Brommann fue uno de los enviados allí. Con el inicio de la Operación Barbarroja en junio de 1941, esa unidad se transformó en la 6.ª División de Montaña-SS «Nord», luchando junto a los finlandeses en el intento fallido de tomar el puerto de Murmansk. Brommann resultó gravemente herido dos veces y pasó casi un año recuperándose en el hospital.
Cuando se recuperó, fue enviado a la 11.ª División Panzergrenadier-SS «Nordland», luchando en el frente este desde mayo de 1943, siendo promovido a SS-Oberscharführer. En octubre del mismo año, fue transferido al 103° Batallón Pesado Panzer-SS (sSSPzAbt), entrenando en el Panzer VI Tiger. El 17 de octubre de 1944, el batallón, ahora renombrado 503º sSSPzAbt, recibió sus primeros Königstigers, y Brommann, después de pasar por la escuela de oficiales y ser comisionado como SS-Untersturmführer, recibió el mando de uno de los tanques. Enviado al frente en Prusia Oriental el 27 de enero de 1945, Brommann vio combate en la región de Stettin, protegiendo a los que se retiraban del avance del Ejército Rojo. En la noche del 17 de febrero, los llevaron en tren a la ciudad de Danzig, donde una gran formación blindada soviética amenazó la ciudad. Durante esta batallas, Karl Brommann destruyó al menos 66 tanques soviéticos, 44 cañones antitanques y otros 15 vehículos, mencionados en los despachos de la Wehrmacht el 10 de abril de 1945. Poco después fue gravemente herido en la cabeza y fue evacuado a Flensburg. Por sus logros extraordinarios, Brommann recibió la Cruz de Caballero de la Cruz de Hierro el 29 de abril de 1945.
Capturado por los británicos el 21 de mayo, permaneció cautivo hasta noviembre de 1947. Después de ser liberado, estudió para ser técnico de laboratorio dental en la Universidad Clínica de Alemania, trabajando en esta área hasta que se retiró. Karl Brommann se convirtió en un recluso en sus últimos años, y no habló mucho más sobre la guerra.

## Condecoraciones
| Cruz de Caballero de Hierro 2.ª Clase                      |
| Cruz de Caballero de Hierro 1.ª Clase                      |
| Cruz de Caballero de la Cruz de Hierro 29 de abril de 1945 |